# 棒球
棒球（英語：Baseball，日語、臺語、韓語稱為野球），為一種團體球類運動，由人數最少為9人的两支隊伍在一個扇形的棒球場進行攻擊與守備。棒球球員分為攻方與守方，攻方球员利用球棒将守方投掷的球击出，随后以逆時針方向沿着四个壘位进行跑垒，當成功回到本壘就可得1分；而守方则利用手套将攻方击出的球接住或透過傳球，将攻方球員封殺或觸殺出局。比賽中，兩隊輪流攻守，比賽結束後，得分較高的一隊會勝出；若雙方得分仍相同，則進入延長賽；在延長賽中每一局規則均按照正規賽最後一個半局計算，在該局下半局結束後若分數有差距即結束比賽。延長賽在各國職業賽場上有不同規定，中華職棒大聯盟例行賽最多到12局(即延長三局)，未能分出勝負即和局，美國職棒則是無限延長直至分出勝負。國際賽或總冠軍，則視規定情況比賽至分出勝負。近年多國職棒採取突破僵局制，避免延長賽無限延長過久，其規則為當比賽進入延長時每半局開始即有一位跑者先站在二壘提高得分可能。
棒球起源於19世紀的英格蘭，後流傳到北美洲；在美國成為國民運動後，分別流傳至中南美洲及亞洲東部；目前在中美洲、日本、韓國、台灣等地為當地最受歡迎的體育運動之一；而在美國近年該運動的人氣則有逐漸下降的趨勢。棒球曾經在1992年至2008年為奥林匹克运动会的正式項目，但之後被從正式項目中移除，自此之後並非每屆舉辦；目前棒球的主要國際賽事是世界棒球經典賽與世界棒球12強賽，在世界多個地區皆有職業棒球聯盟，而美國職棒大聯盟被公認是世界強度最高的職業棒球聯盟。

## 歷史
棒球的起源有許多種說法，曾經一般認為棒球是源自於繞圈球，這是一種流行於英國兒童間的一種運動。近年的研究發現棒球和繞圈球都源自於凳球。美國陸軍軍官阿布納·道布爾迪一度被認為是棒球的發明者，但其本人並未有明確的聲明，而且有諸多的證據表明此說法不成立，因此此說法已被歷史學家否定 。已知最早提及到棒球的紀載是在1744年在英國出版的《小小口袋書》，該作者為約翰·紐伯瑞；1749年第一場被記載的棒球比賽出現在英國薩里進行，當時腓特烈·路易是該場比賽的球員，隨後此形式的運動傳到英屬加拿大。

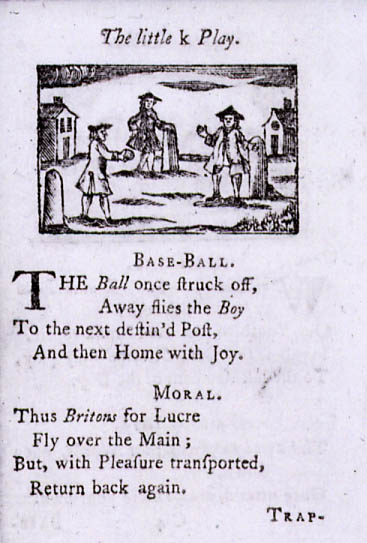
1744年的兒童書《小小口袋書》，顯示一些人正在玩相似於棒球的遊戲

1830年代初期北美地區開始流行棒球，在北美洲的第一場正式的棒球比賽是在1838年6月4日於加拿大安大略省進行，1845年，亞歷山大·卡特來特出版另一部運動書，並詳細的說明棒球規則，這是棒球最早的正式規則，而這份文件所記載的規則，已經符合大部份現代人對棒球的印象，是基於威廉·惠頓在1837年修訂俱樂部中的棒球規則。1846年6月19日，美國第一場有正式棒球比賽紀錄的出現，比賽地點位於曼哈頓對岸的紐泽西霍博肯舉行，但卡特來特率領的燈籠褲隊以1-23不敵紐約九人隊；南北戰爭對棒球運動的推廣起到了一定的作用，棒球運動在美國北部流行程度勝於南部。即使在戰爭期間，仍有兒童棒球隊，使棒球從戰爭前流行到戰爭後，成为全美國高度流行的运动。
在1850年代中期，紐約都會區開始流行棒球運動；在1856年，棒球運動成為美国全國性的运动；隔年，美國棒球員協會成立，該協會在1867年禁止非裔美国人參與，當年的種族平等意識尚未發達。在1876年，國家聯盟成立；不久後黑人聯盟成立，但持續時間很短暫；國際棒球員協會在1877年於加拿大成立，以加拿大與美國的球隊為主；在1893年，美國聯盟成立，由1885年成立的西部聯盟演變而來，此時美國有兩個職業聯盟，分別是國家聯盟及美國聯盟。美國聯盟和國家聯盟有一段時間是兩兩獨立的狀態，直到1903年整合為美國職棒大聯盟，雖兩個聯盟仍有部分自主權，不過從此開始，每年兩個聯盟的冠軍隊伍會進行一場世界大賽。在1919年世界大賽，發生了放水事件，這對美國的棒球圈造成了傷害，因此，隔年美國職棒大聯盟設立了主席職位，第一任主席由肯尼索·茂騰·藍迪斯擔任；同年，黑人國家聯盟成立，該聯盟運作到1931年；同時期的東部有色人種聯盟在1923年成立，該聯盟運作到1928年。
相較於現代，20世紀初期處於死球時代，得分相對偏少，投手較具有主宰力；隨後，美國職棒大聯盟嚴格規範球的尺寸，並禁止投手在球上塗抹违禁的物質，使进攻方得分相對提高。在1930年前後，聖路易紅雀隊經理布蘭奇·里基投資了數個小聯盟球隊，設立了全球第一個棒球農場系統球隊。之後新的黑人國家聯盟在1933年成立，在四年後黑人美國聯盟成立；在1939年，少年棒球聯盟成立。
在1940年代初期，太平洋战争的爆發導致了球員短缺，并使部分小聯盟球隊解散；在此期間，菲利普·奈特·里格利成立了全美女子棒球聯盟，這让棒球能平等的發展；隨着種族平等的意識上升，各聯盟逐漸接納非裔美國人的加入，傑基·羅賓森是第一位在美國職棒大聯盟出場的非裔美國人，他在1945年被布魯克林道奇簽下，並在1947年首次於美國職棒大聯盟出賽，此後拉丁美洲的球員也陸續在美國職棒大聯盟出賽。
古巴第一個棒球聯盟在1878年成立，多明尼加在1912年也舉辦了全國性的棒球比賽；在战间期，世界各地有許多的棒球聯盟相繼成立，包括1922年成立的荷蘭棒球聯盟、1934年成立的墨西哥棒球聯盟及1938年成立的波多黎各職業棒球聯盟；在第二次世界大战後，許多拉丁美洲的國家都建立自己的棒球聯盟，其中以委內瑞拉及多明尼加較為突出。

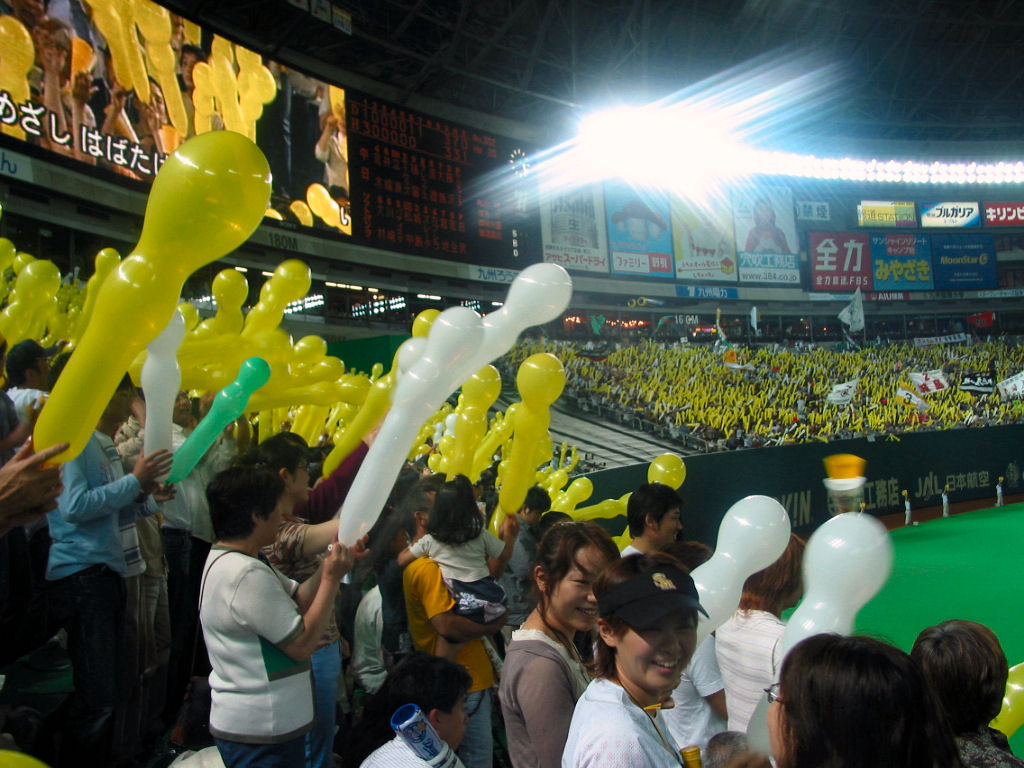
在日本福岡市的福岡巨蛋

在1870年代，棒球由美國人傳入日本，隨後棒球也成為該國的國民運動，不僅日本本土，當時的殖民地朝鮮半島和臺澎群島也流行棒球，日本第一個職業棒球聯盟在1936年成立，該聯盟至今被認為是世界第二高強度的職業棒球聯盟，在日本於第二次世界大戰戰敗後，失去的朝鮮和臺灣兩個殖民地仍然持續的流行棒球，分別在1982年和1990年成立了各自的職棒聯盟。
棒球曾經是奥林匹克运动会的正式比賽項目，但在2005年，國際奧林匹克委員會宣布棒球自正式項目中移除，理由是參與的國家太少和美國職棒大聯盟的球員未能參加。2021年举办的东京奥运会上棒球运动曾短暂回归，但2024年的巴黎奥运会棒球运动再次被取消。
美國職棒大聯盟是普遍認為世界最高水準的職棒聯盟。美國職棒大聯盟与世界棒垒球总会为在全球推广棒球和使棒球重返奥运会而舉辦了世界棒球經典賽，於2006年3月舉行首屆比賽，最近一届比赛是2023年，由日本队夺得冠军。

## 人員

### 球員

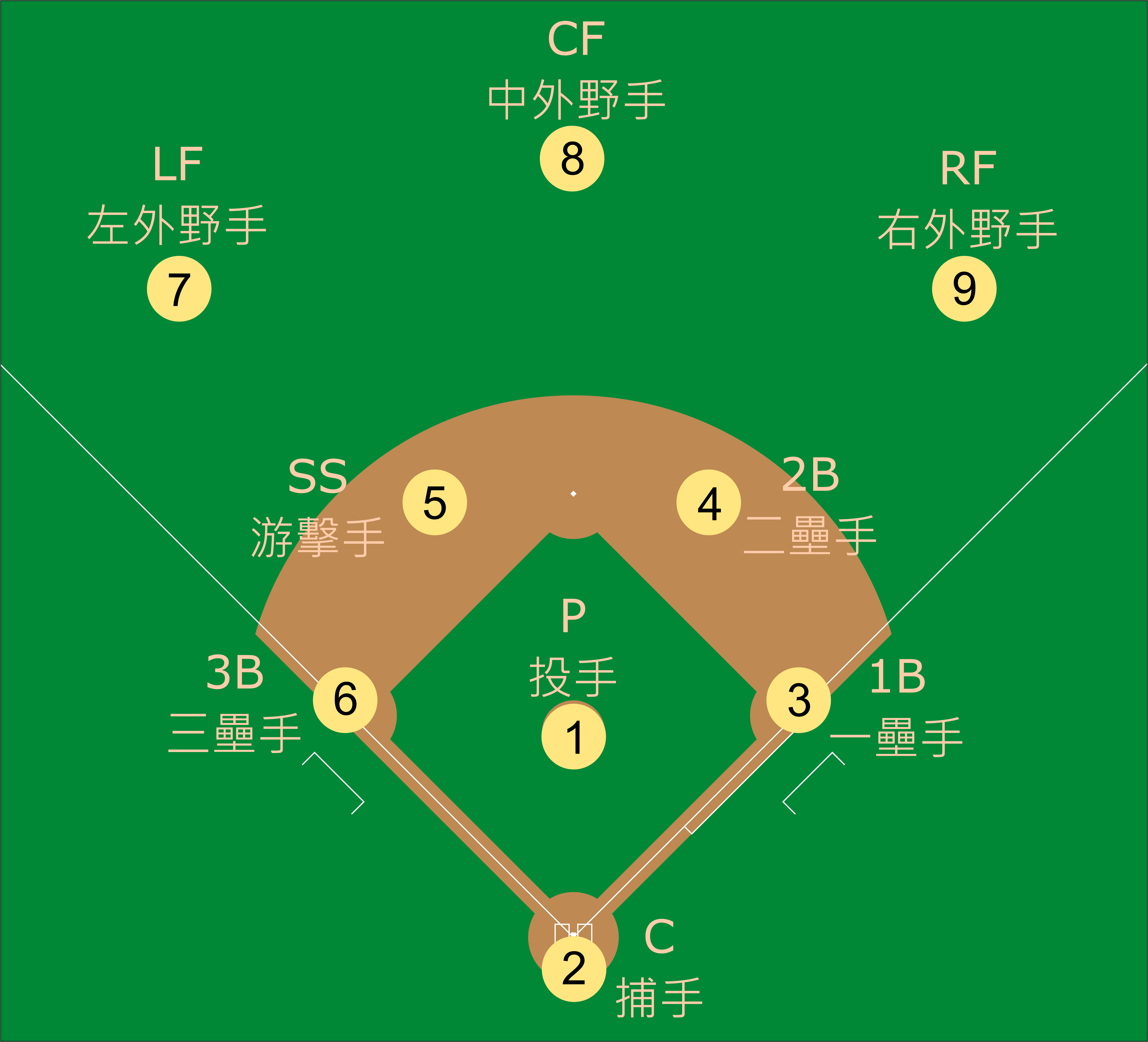
球員守備位置與代號：（1）投手（2）捕手（3）一壘手（4）二壘手（5）游擊手（6）三壘手（7）左外野手（8）中外野手（9）右外野手

球隊的人數會因主辦方的規定有所不同，像是美國職棒大聯盟就允許各隊登錄26名球員，以下是比較典型的角色：
- 8名各位置的先發野手。
- 5名輪值的先發投手。
- 7名替補投手，包括勝利組與敗戰處理組。
- 1名替補捕手。
- 5名替補野手。

世界上大多數職業棒球聯盟都設立指定打擊，包括中華職棒及美國職棒大聯盟:78，但少數的職業棒球聯盟或層級較低的比賽不使用指定打擊，包括日本中央聯盟。

### 教練
教練是比賽中球隊的決策者，每場比賽前決定各守備位置的先發球員及先發打序，在比賽中進行球員替換及戰術的使用；每支球隊會由數名教練來協助球員的訓練；在職業棒球比賽中，會由兩名跑壘指導教練分別站在一壘及三壘附近的界外區，負責引導跑壘員的跑壘。在棒球的教練與其他團隊運動的不同之處，是教練通常會穿著與球員相同的球衣。

### 裁判
每場比賽會有1至6名裁判，根據場上的狀況進行判決；在本壘後方會有一名裁判，稱為主審，能清楚的看到投手投球的進壘點，做出好球或壞球的判決；在其他壘包也會設置裁判，稱為壘審，判決跑壘員的安全上壘或出局:123—129。以美國職棒大聯盟為例，一般例行賽會有4名裁判，在季後賽會設置左線審與右線審，共計6名裁判。

## 裝備

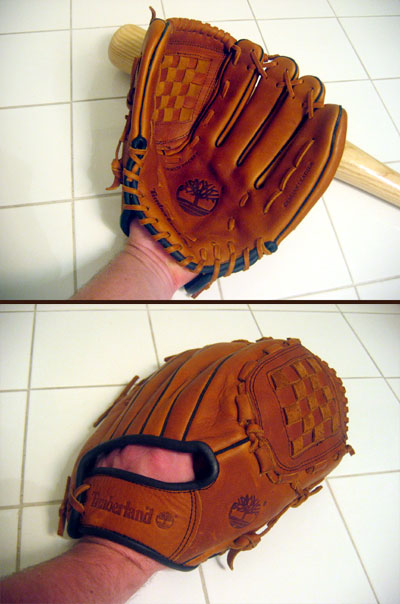
手套和球棒

棒球有三項基本配備，分別是球、手套及球棒，球大約是成年人拳頭的大小，在防守的時候，守備員會穿上手套，進攻的時候擊球員會使用球棒擊球；在部分業餘棒球比賽中，可以使用金屬製造的球棒擊球；不過在職業棒球的比賽中，球員僅可使用木製的球棒；另外，為了避免受傷，捕手及主審會穿著可保護頭部、臉部、肩膀及胸、腹、膝等部位的護具，擊球員需戴上頭盔:5—12。球衣聯盟也有規定。

## 規則
棒球比賽每場比賽的局數依主辦方而定，每一局分上、下兩個半局，每場比賽每隊會有9名先發選手(如有指定打擊則多一位)，每個半局輪流作為進攻方或防守方，到指定局數結束後，分數較多者為勝。若平手則進行延長賽，延長賽以一局為單位，部分比賽採突破僵局制，若無和局規定，則比到該局結束時分數不同為止。此外，若先攻方完成所有的進攻局數時分數仍然落後，則比賽結束；有些比賽可因分差過大或天候惡劣而提前結束。各隊可在比賽中替換球員，但被替換的球員該場比賽不得再上場:全。
在比賽中，進攻方每次由一名擊球員上場打擊，防守方有9名守備員(含投手)上場守備；擊球員的任務是將球擊出之後，從本壘起跑，採逆時針方向，經過一壘、二壘和三壘，最終回到本壘，來取得分數；守備員的任務是每局抓三個出局數並阻止得分。
投手向擊球員投球時，投在好球帶的位置或擊球員揮擊，視為「好球」，反之視為「壞球」（英語：Ball）；如果第三次好球擊球員沒有擊中且捕手在球落地前接住球（三振，兩好球後觸擊短打造成的界外球，視為第三好球，打者判定三振，且屬死球，壘上跑者不得進壘）、或擊出的球在界內沒落地前被防守方接到（接殺）、或被守備員持球碰到（觸殺）、或在守備員先持球碰觸一壘壘包（封殺），或第三次好球擊球員沒有擊中且捕手未能在球落地前接住球，但在擊球員碰觸一壘壘包前守備員先持球碰觸一壘壘包，擊球員便被判出局（英語：Out）。以上情況之外，擊球員可上壘，成為跑壘員。
界外球：擊球員在未達兩次好球時擊出界外球則視為好球，兩次好球時擊出界外球則不紀錄。
全壘打：若擊球員擊出的球，在界內範圍內未落地的情況下越過外野的牆，則擊球員和跑壘員依序通過壘包回本壘得分，紀錄上為全壘打。
保送：若投手對擊球員投出四次壞球，擊球員自動上壘，稱為「四壞球保送」。若投手投球擊中擊球員為死球，擊球員自動上壘，稱為「觸身球保送」。
當擊球員成為跑壘員後，可選擇繼續進壘或停止進壘。當擊球員出局或跑壘員留在壘包上時，下一位擊球員要上場打擊。跑壘員可以在任何時刻推進；若前面沒有空者的壘包，該跑壘員會進入強迫進壘的狀態，即擊球員擊出的球落到界內後須前進一個壘包，此時若守備員先持球碰觸跑壘員欲前進的壘包，跑壘員會出局；若擊球員擊出的飛球未落地而被接到，所有跑壘員會進入強迫回壘的狀態，此時若守備員先持球碰觸跑壘員原先的壘包，跑壘員會出局；若不符合強迫進壘或強迫回壘的情況，守備員須在跑壘員碰觸壘包前持球碰觸到跑壘員，跑壘員才算出局。
進攻方有三人出局之後，該局的進攻結束，雙方交換進攻和防守:全。

## 策略與戰術
在棒球比賽中，左投手對左擊球員時的被打擊率通常比面對右擊球員時低，同樣的，右投手對右擊球員時的被打擊率通常比面對左擊球員時低；這對教練的安排會有影響，進而做出對己方較有利的調度，例如對手派出左投手先發，教練在排先發打序時會多排一些右擊球員先發；當在比賽後段，對手派出右投手替補，教練可能會讓左擊球員上場代打。另外，當比賽後段球隊取得領先時，教練可能會讓守備能力較好的野手上場守備，頂替原本不太可能再上場擊球的野手。
在棒球比賽中，投手會依球路的不同而有不同的握法，然後將球投向本壘板，有些球會在本壘板前產生變化；投手有四種基本的球路，分別是快速球、變速球、曲球及滑球，每個投手都會有各自擅長的球路；通常，投手在投球前，捕手會指定投手的球路及投球的位置。當壘上的跑壘員離壘過遠時，投手可以傳往跑壘員所在的壘包，此為牵制，以降低跑壘員盜壘的可能性；但如果投手的牽制動作不當，就會被宣告投手犯規，壘上的跑壘員可推進一個壘包；若捕手認為跑壘員高機率有盜壘的打算，捕手可能會要求投手故意投明顯偏高的壞球，藉此方便抓跑壘員。針對有攻擊傾向的擊球員，守備方可能採取特殊的守備部陣，應對擊球員的習性。
當一壘有跑壘員時，攻擊方可能會用打帶跑戰術使一壘的跑壘員上二壘，以求一支安打就能使跑壘員得分；此外，攻擊方可能會用犧牲短打的戰術，透過擊球員的觸擊使一壘上的跑壘員上二壘。當未滿兩人出局且三壘有跑壘員時，擊球員可能會嘗試打高遠飛球，即便出局也有構成高飛犧牲打的可能，使三壘上的跑壘員回本壘得分；此外，攻擊方可能會用強迫取分的戰術，透過擊球員的觸即使三壘上的跑壘員回本壘得分。為了增加上壘的機率，當壞球次數多於好球次數達兩次時，擊球員會採取消極出棒，爭取保送的可能。

## 球場

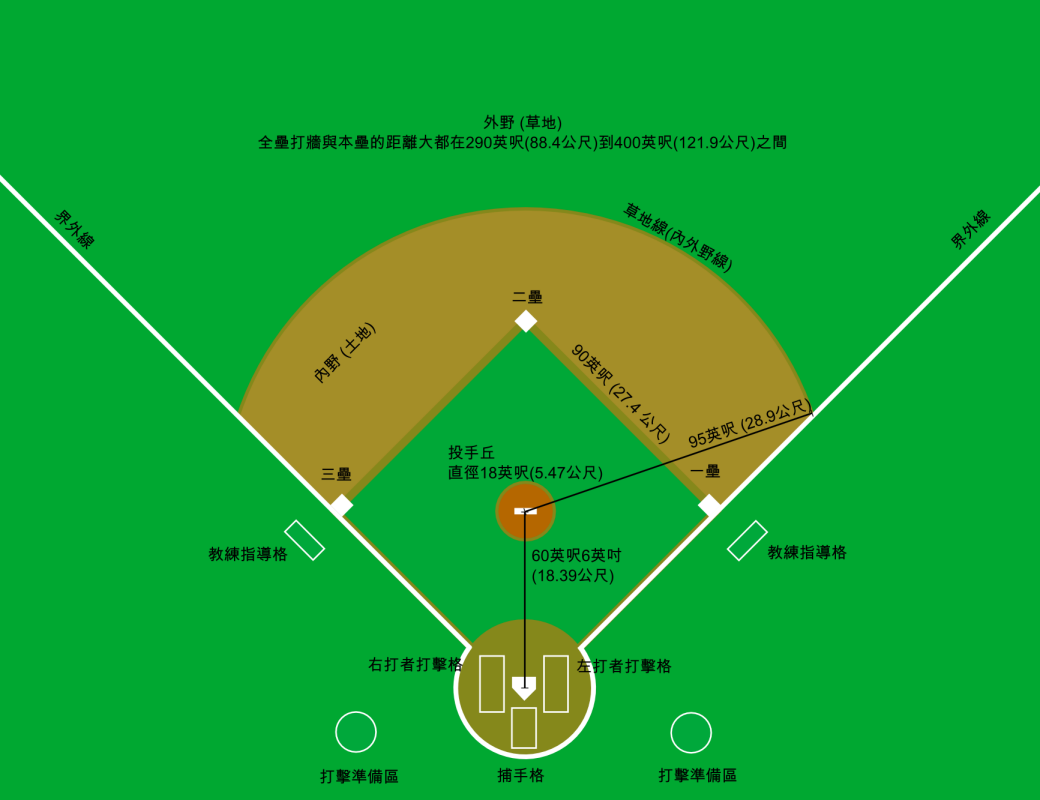
棒球球場規格

棒球場通常是每邊九十英尺的正方形場地，每一個角各放一白色包垫，就是壘包，由本壘以逆時針方向，分别是一壘、二壘和三壘，一二三垒是由正方形胶皮所製造的垒包，而本壘與其他三個壘包不同，是由五邊形白化橡膠板製成。在內野與外野之間會有界線，以內的區域，稱為內野，通常會鋪上紅土；反之稱為外野，通常為草皮；本壘往一壘和三壘方向各有邊線延長，所包括的區域，就是界內:2—4。
雖然棒球場的規格相對沒有固定的尺寸，但為了公平，各棒球聯盟會限制尺寸；投手板離本壘距離為60英尺6英寸（18.44），壘包距離為90英尺（27.43）:2—4。美國職棒大聯盟於1958年規範在其新建的球場左右外野的距離應有325英尺（99.06）以上，中外野為400英尺（121.92）以上，但是沒有規定左右兩邊的規格相同
。

## 與其他團隊運動的差異
棒球與其他的團隊運動有所不同，其他團隊運動多數會有時間的限制，但是棒球是九局制所以没有时间限制。棒球比賽中個人的能力对局面的影响不如在其他运动中显著，該項團隊運動中場地的差異較大等；板球是一项與有許多與棒球相同的元素的运动。

### 沒有時間的壓力
在有時間限制的團隊運動、例如足球、篮球等运动中，領先的一方會放慢節奏，減少落後的一方追分的機會；但棒球通常沒有設定時間，領先方通常在抓到最後一個出局數前不會被宣判獲勝。自從職業棒球成立以來，比賽中消耗的時間不斷地增加，9局往往是職棒比賽正規的局數，以美國職棒大聯盟為例，在20世紀初，一場比賽平均只要一個半小時，但到1960年球季時增加至2小時38分；在1997年球季，美國聯盟及國家聯盟的比賽時間分別為2小時57分及2小時47分；雖然比賽時間在2004年球季縮短至2小時45分，但在2014年球季時的平均比賽時間已經超過三小時；比賽時間增加的原因歸咎於電視廣告的時間增加、投手投球的變化多、比賽的節奏變慢及擊球員頻繁的將球擊成界外球等；在2016年季後賽，正規九局的平均比賽時間為3小時35分，相較於2014年增加了21分鐘。
在其他職棒聯盟也遇到了這種狀況，中華職棒在2020年球季的平均比賽時間為3小時33分；在2022年球季於球場裝上計時器，投手需在無跑壘員的情況下，在20秒內將球投出，擊球員則需在計時開時前10秒進入擊球區，藉此懲處花太多時間的投手及擊球員；美國職棒大聯盟在2023年球季也採許了上述措施，投手需在無跑壘員的情況下，需在15秒內投出，壘上有跑壘員時則是20秒，擊球員需在投手的計時剩餘8秒時告知投手。

### 個人焦點
雖然棒球是一項團隊運動，但個別球員經常受到關注，比如知名日本棒球明星大谷翔平。雖然有時會有对球员的认可与掌声，但棒球有时让球员感到冷酷无情，因為投手每一次投球都是與擊球員一對一的對決。在場上，投手、擊球員與外野手皆較少有與隊友的配合，雖然教練可向擊球員及跑壘員下達戰術，但執行程度与效果则屬個人的行為；而棒球統計又能檢視個人的成績好壞，這增加了個人焦點的效果。

### 球場的差異較大

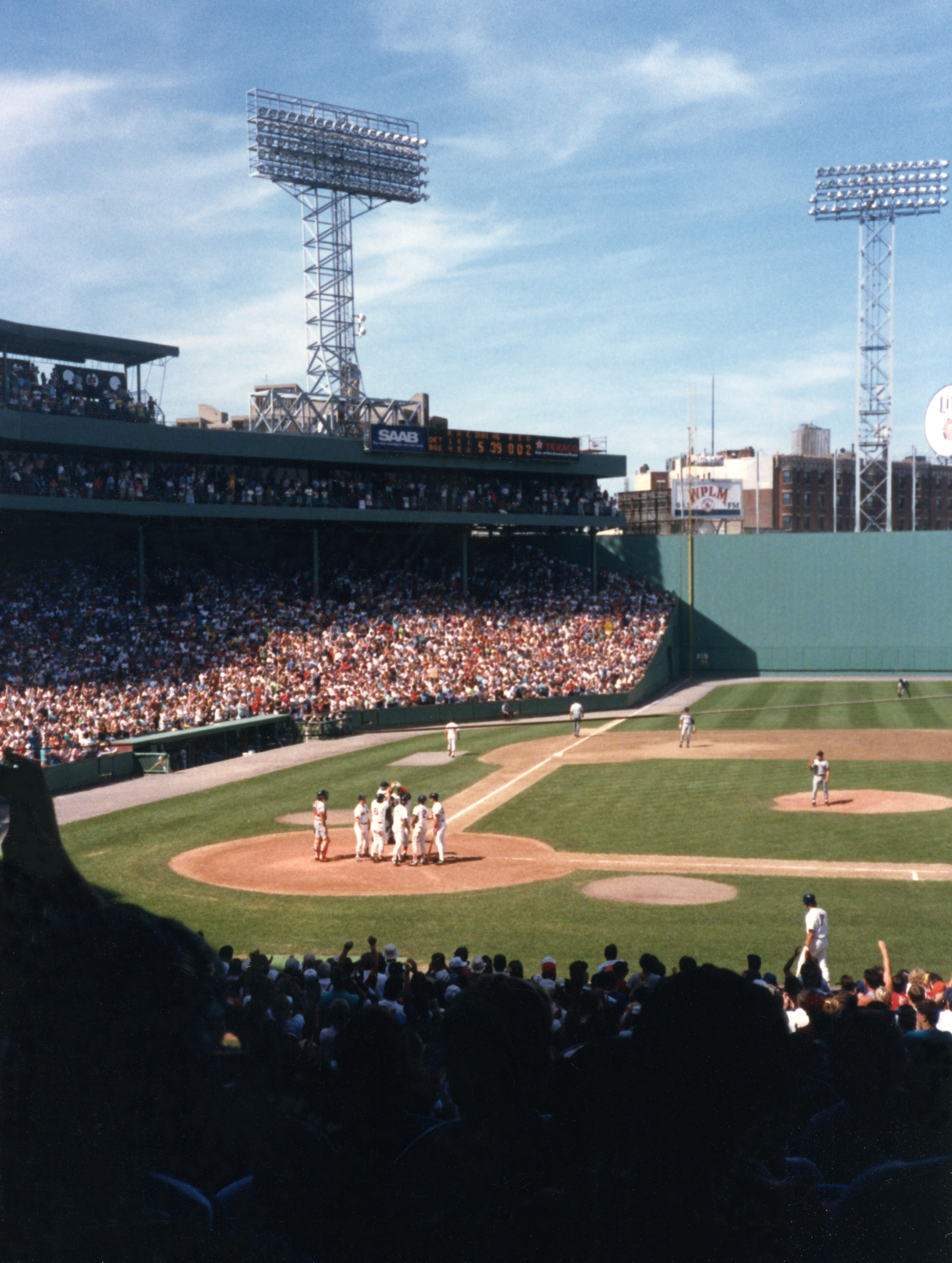
在美國麻薩諸塞州波士頓的芬威球場

與較多數的團隊運動不同，棒球場地的差異性相對較大；雖然美國職棒大聯盟及小聯盟有規定，在1958年6月以後興建的球場，左外野及右外野的全壘打牆與本壘至少要有325英尺，離本壘最遠的全壘打牆至少要有400英尺，但有些球隊沒有按照這個要求，例如休士頓太空人隊的主場美粒果球場，左外野的全壘打球距離本壘只有315英尺；在波士頓紅襪隊的主場芬威球場，左外野的全壘打牆綠色怪物，距離本壘只有310英尺，但該球場於1912年興建，不適用於此規定。
同樣的，棒球沒有界外區域的限制，當擊球員及出界外飛球時，同一個落點可能有些球場守備員能接，有些球場守備員不能接；當擊球員擊出貼者邊線的滾地球時，球在通過壘包後轉向界外，在部分的球場球因界外區太小會彈回界內區，若外野手反應不及容易則形成場內全壘打；球場的地面是不受限制的，儘管大多數的球場是使用天然草皮，但有部分的球場是使用人工草皮；而每個球場的紅土覆蓋區都不盡量同，有的球場是只有壘包附近使用紅土，有的球場是內野全用紅土；有些是室內棒球場，較高的飛球會擊中球場的屋頂；雖然足球也類似的差異，但因足球場的界外區比較不會影響到比賽，所以在影響的程度比較小。
球場的氣候及海拔，也會影響到球的飛行，像是在美國職棒科羅拉多落磯隊的主場庫爾斯球場，因考量到海拔高度達1610公尺，空氣稀薄而擊球的飛行距離較遠，故全壘打牆離本壘板的距離較其他球場遠；此外，有些球員會因主場球場的特性影響到生涯成績，在全壘打牆附近落點的飛球，會有有些飛球在這個球場會在全壘打前區域被守備員接殺，但在其他球場會形成全壘打的情況，這使球隊也會依主場球場的特性挑選適合的球員。

## 與壘球的關係
由於棒球易受天候的影響，當時的芝加哥期貨交易所記者喬治·漢考克在1887年時衍伸出了「室內棒球」；但在不久後，又移到室外進行；有很長一段時間這項運動沒有固定的名稱，出現包含「女孩球」、「軟球」等名稱，直到1930年代才比較固定，稱呼為「壘球」。之後有很長的一段時間，棒球與壘球彼此是獨立的運動項目
，其管理機關分別為國際棒球總會及國際壘球總會，到2005年，這兩項運動沒有被列入倫敦奧運的比賽項目，国际奥林匹克委员会討論該兩個項目合併的可能性，到2013年，國際棒球總會及國際壘球總會合併為世界棒壘球總會。

## 數據
職業棒球聯盟比起其他職業運動聯盟更需要統計，每一個打席的紀錄與其他打席不太相關，且每一個打席可能的結果比較少；在19世紀後期，出生自大英帝國的前板球運動員亨利·查德威克開發了棒球比賽紀錄表及多項棒球指標，對往後的棒球發展有很大的影響，因此他被譽為棒球統計之父；在1920年代，許多棒球的球評開始使用他的棒球指標。現今，許多棒球聯盟都進行的數據統計，供以球隊的管理階層參考。
基础数据如下：:130—179
- 得分（Run，R），擊球員将投手投出的球击出到界内，使跑壘員依序从一垒、二垒、三垒到本垒，每个跑壘員完成此动作时得1分。
- 安打（Hit，H），擊球員把投手投出来的球击出到界内，使擊球員本身能至少安全上到一垒的情形。
- 失误（Error，E），防守球员有机会处理而未确实处理该擊球員所击出的球，一般通称为失误。

野手數據如下：:130—179
- 打擊率（Batting Average, AVG），安打數{\displaystyle \div }打數，打擊率代表一位擊球員能擊出安打的機率，是棒球最原始簡單的數據之一。
- 打点（Run Batted In,RBI），擊球員借由每次打席使垒包上的跑垒者或擊球員本身跑回本垒得分。
- 上壘率（On-Base Percentage, OBP），（安打+四壞保送+觸身球）{\displaystyle \div }（打數+四壞保送+觸身球+高飛犧牲打），上壘率代表一個球員能夠上壘的能力。
- 長打率（Slugging Percentage, SLG），壘打數{\displaystyle \div }打數，意義是擊球員每個打席所能推進的壘包數，數字越高越好。
- 整體攻擊指數（On-Base percentage Plus Slugging percentage, OPS），把上壘率跟長打率加在一起，成為評估球員攻擊能力，是現代棒球最重要的數據之一。
- 純長打率（Isolated Power, IsoP）， 把長打率減掉打擊率用以評估球員的純長打力。通常數值達到0.2以上就可視為有優異的長打能力。
- 盜壘率（Steal Base,SB），盜壘成功{\displaystyle \div }盜壘數，盜壘率代表著一位跑壘員的盜壘成功率。
- RF（Range Factor）=（刺殺數 + 助殺數）{\displaystyle \div }（防守局數{\displaystyle \div }9）：平均九局守備方可以製造多少個比賽出局數。

投手數據如下：:130—179
- 防禦率（Earned Run Average, ERA），（自責分{\displaystyle \div }局數）{\displaystyle \times }9，投手平均每九局丟掉的自責分，為投手壓制失分能力之指標，越低越好。
- 三振率（Strikeouts per 9 Innings Pitched, K/9IP，簡稱“k9值”），每九局三振多少擊球員，是投手控球能力的指標，越高越好。
- 保送率（Base on Balls per 9 Innings Pitched, BB/9IP），每九局保送多少擊球員，是投手控球能力的指標，越低越好。
- WHIP，（被安打+保送）{\displaystyle \div }局數，平均每局讓對手非以失誤上壘的人次，是投手投球穩定性的指標，越低越好。
- 滾飛比（GO/AO），滾地球出局{\displaystyle \div }飛球出局，使擊球員以滾地球出局數較多，此投手稱為滾地球投手；反之，稱為飛球投手；滾飛比越低的投手，被擊出長打率會高於滾飛比高的球員。

## 衍生作品
- 棒球大聯盟 — 滿田拓也的棒球漫画作品，出版78卷，曾改編動畫，於2010年完結。從2015年開始連載《棒球大聯盟2nd》[113]。
- 棒球英豪 — 原名Touch，安达充的棒球漫畫作品，其他棒球漫画作品包括《H2好逑雙物語》、《青春野球部》、《偶像A》等[114]。
- 新少棒闯天下 — 2005年理查德·林克莱特执导的美国电影[115]。
- 点球成金 — 2011年班奈特·米勒执导的美国电影[116]。
- 無野之城 — 一部以棒球為題材的香港電影，由雲翔自監自編自導[117]。
- 球來就打 — 一部以棒球為題材的臺灣電影，由徐立功監製、涂芳祥編劇、尹祺導演，並有中華職棒球星參與演出[118]。
- KANO — 一部以臺灣真實棒球歷史為題材的臺灣電影，由魏德聖監製與編劇、馬志翔導演[119]。
- 天后之戰— 2013年上映的臺灣電影，由張心望監製、孫法鈞編劇、林立書導演[120]。
- 鑽石王牌 — 寺嶋裕二创作的棒球漫画，在周刊少年Magazine自2006年开始连载。2013年開播电视动画[121]。
- 罗斯福游戏 — 池井户润原著，福泽克雄等导演，唐泽寿明、香川照之等主演的2014年TBS日曜剧场电视剧[122]。
- 點五步 — 2016年香港电影，由陈志发执导[123]。
- 錢進球場 — 由森高夕次原作、足立金太郎負責作畫以日本職棒題材的日本漫畫作品[124]。
- 我们的少年时代 — 以棒球为剧情的电视剧，由成志超导演，郭敬明监制，TFBOYS，薛之谦，李小璐主演[125]。
- Stove League — 韩国SBS2019年12月播出的金土连续剧，李信和编剧，郑东允导演，南宫珉、朴恩斌主演[126]。

## 引注
1. ↑  . Encyclopædia Britannica.   [2018-10-23]. （原始内容存档于2015-04-26） （英语）.
2. ↑  Cohen, Claire. . The Telegraph. 2015-02-02  [2018-10-23]. （原始内容存档于2019-12-26） （英语）.
3. ↑  Block 2005，第86,87,111–113,118–121,135–138,144,160頁.
4. ↑  Rader 2008，第7頁.
5. ↑  . National Baseball Hall of Fame and Museum.   [2012-09-20]. （原始内容存档于2014-09-26） （英语）.
6. ↑  .   [2015-10-08]. （原始内容存档于2016-03-04）.
7. ↑  Block 2005，第139,140,151,164,178,179,et seq.頁.
8. ↑  Hellier, Cathy. . Colonial Williamsburg Foundation.   [2008-04-12]. （原始内容存档于2011-01-10） （英语）. See Wikisource edition of A Little Pretty Pocket-Book.
9. ↑  . BBC News. 2013-07-26  [2013-07-26] （英语）.
10. ↑  Block 2005，第58, 160, 300, 307, 310頁.
11. ↑  Miller, Doug. . Major League Baseball. 2005-08-02  [2009-02-03]. （原始内容存档于2006-03-21） （英语）.
12. ↑  Block 2005，第4–5,11–15,25,33,59–61, et. seq.頁.
13. ↑  Giddens, David. . Canadian Broadcasting Corporation. 2017-06-15  [2019-06-04]. （原始内容存档于2023-05-03） （英语）.
14. 1 2  Sullivan 1997，第292頁.
15. ↑  Kittel, Jeffrey. . Protoball.   [2016-05-09]. （原始内容存档于2022-12-05） （英语）.
16. ↑  Crown, Daniel. . Atlas Obscura. 2017-10-19  [2023-01-05]. （原始内容存档于2023-01-05） （英语）.
17. ↑  . The Economist.   [2023-01-05]. ISSN 0013-0613. （原始内容存档于2023-05-06） （英语）.
18. ↑  Rader 2008，第9-10頁.
19. ↑  Rader 2008，第27頁.
20. ↑  Sullivan 1997，第68-69頁.
21. ↑  Sullivan 1997，第115頁.
22. ↑  Bjarkman 2004，第73頁.
23. ↑  Burk 2001，第58頁.
24. ↑  Rader 2008，第71頁.
25. ↑  Sullivan 1997，第243–246頁.
26. ↑  Sullivan 1997，第13-16頁.
27. ↑  Powers 2003，第39, 47, 48頁.
28. ↑  Burgos 2007，第117, 118頁.
29. ↑  Sullivan 1997，第214頁.
30. ↑  Zoss 2004，第90頁.
31. ↑  Burk 2001，第34-37頁.
32. ↑  . Little League.   [2007-06-26]. （原始内容存档于2007-05-14） （英语）.
33. ↑  Lesko, Jeneane. . All-American Girls Professional Baseball League Players Association. 2005  [2009-01-29]. （原始内容存档于2011-07-24） （英语）.
34. ↑  Burgos 2007，第158頁.
35. ↑  Burgos 2007，第180, 191頁.
36. ↑  Powers 2003，第111頁.
37. ↑  . The New York Times. 2005-10-26  [2009-02-04]. （原始内容存档于2017-10-22） （英语）.
38. ↑  Bjarkman 2004，第xxiv頁.
39. 1 2  Bjarkman 2004，第356, 123, 137, xxiv, 11, 233頁.
40. 1 2  Gmelch 2006，第296頁.
41. ↑  Bjarkman 2004，第xxiv, xxv頁.
42. ↑  Burgos 2007，第46頁.
43. ↑  赤石恵一（2013）.「日本野球事始」『日本英学史学会報』129，4．
44. ↑  Edelman, Robert (编). . . New York, NY: Oxford University Press. 2020: 206. ISBN 9780197520956 （英语）.
45. ↑  Jeong, Andrew. . The Wall Street Journal. 2017-12-27  [2017-12-27]. （原始内容存档于2022-12-05） （英语）.
46. ↑  曾文誠、盂峻瑋，《台灣棒球王》，我識出版社，2004年6月
47. ↑  . Full-Count（フルカウント） ― 野球ニュース・速報・コラム ―. 2020-05-21  [2023-01-29]. （原始内容存档于2023-01-29） （日语）.
48. ↑  Bjarkman 2004，第362, 368頁.
49. ↑  Gmelch 2006，第100, 75, 59頁.
50. ↑  . RFI - 法国国际广播电台. 2020-12-08  [2024-05-17]. （原始内容存档于2024-05-17） （中文（简体））.
51. ↑  吳清正. . 自由電子報. 2013-03-01  [2013-03-11]. （原始内容存档于2023-03-08）.
52. ↑  . sports.rednet.cn.   [2024-05-17]. （原始内容存档于2024-05-17）.
53. ↑  See, e.g., . Washington Nationals/Major League Baseball. 2009-04-04  [2009-04-21]. （原始内容存档于2011-07-14） （英语）.
54. 1 2 3 4 5 6 7 8 9 10   (PDF). 中華職棒大聯盟全球資訊網.   [2023-04-29]. （原始内容存档 (PDF)于2023-04-29）.
55. ↑  Alexander, Charles C. . Macmillan. 1991: 290. ISBN 9780805015942.
56. ↑  Ringolsby, Tracy. . Major League Baseball. 2016-01-20  [2018-04-22]. （原始内容存档于2019-08-27） （英语）.
57. ↑  Walfoort, Cleon, "Most 'Signs' Given by Coaches Are Merely Camouflage", Baseball Digest, December 1960 – January 1961, pp. 47–49.
58. ↑  "The Fans Speak Out" [Baseball Digest staff], Baseball Digest, August 1999, pp. 9–10;  (PDF). Major League Baseball.   [2009-04-27]. （原始内容存档 (PDF)于2009-05-20） （英语）.
59. ↑  Zoss 2004，第293頁.
60. ↑   (PDF). Major League Baseball.   [2009-02-18]. （原始内容存档 (PDF)于2009-02-24） （英语）.
61. ↑  Porterfield 2007，第23頁.
62. ↑   (PDF). Major League Baseball.   [2009-02-02]. （原始内容存档 (PDF)于2009-02-05） （英语）.
63. ↑   (PDF). Major League Baseball.   [2009-02-02]. （原始内容存档 (PDF)于2009-02-05）. Fitzgerald, Stephen;  et al. . FreePatentsOnline.com. 2005-11-08  [2009-02-02]. （原始内容存档于2021-05-01） （英语）.
64. ↑   (PDF). Major League Baseball.   [2009-02-02]. （原始内容存档 (PDF)于2009-02-05） （英语）.
65. 1 2 3 4 5 6 7 8   (PDF). 中華民國棒球協會.   [2023-04-29]. （原始内容存档 (PDF)于2023-04-29）.
66. ↑  Bast, Andrew. . Newsweek. 2008-07-18  [2009-02-08]. （原始内容存档于2010-03-09） （英语）.
67. ↑  See, e.g., Davis, Hank, Small-town Heroes: Images of Minor League Baseball (Univ. of Iowa Press, 1997), p. 186.
68. ↑  . Popular Mechanics. 2004-12-06  [2018-04-23]. （原始内容存档于2023-05-16） （英语）.
69. ↑  Walsh, John. . The Hardball Times（英语：The Hardball Times）]]. 2007-12-20  [2009-02-21]. （原始内容存档于2009-04-09） （英语）.
70. ↑  Stallings & Bennett 2003，第192頁.
71. ↑  McCarver, Tim; Peary, Danny. . Random House. 2013: 71, 272–273. ISBN 9780307831774 （英语）.
72. ↑  . Major League Baseball.   [2018-04-23]. （原始内容存档于2021-02-25） （英语）.
73. ↑  Stallings & Bennett 2003，第126-132頁.
74. 1 2  Stallings & Bennett 2003，第45頁.
75. ↑  McCarver, Tim; Peary, Danny. . Random House. 2013: 71, 272–273. ISBN 9780307831774.
76. 1 2  Stallings & Bennett 2003，第42–43, 47–48頁.
77. ↑  Stallings & Bennett 2003，第186頁.
78. ↑  官方规则 1.0.3 （页面存档备份，存于） 美國職業棒球大聯盟（英文）
79. ↑  Guttmann 2007，第140頁.
80. 1 2  Mandelbaum 2005，第55–57頁.
81. ↑  Morris 2007，第xi頁.
82. ↑  Brancazio, Peter J. . New Scientist. December 22–29, 1983: 880–883  [2017-08-06] （英语）.[]
83. ↑  Mount, Nicholas James, "Team Sports", in Encyclopedia of Time, ed. Samuel L. Macey (Taylor & Francis, 1994), pp. 588–590: p. 590.
84. ↑  Eastaway, Rob, What Is a Googly?: The Mysteries of Cricket Explained (Anova, 2005), p. 134.
85. 1 2 3  Bodley, Hal. . USA Today. 2004-02-26  [2009-02-03]. （原始内容存档于2012-03-14） （英语）.
86. 1 2  Greenfield, Jeff. . Time. 1998-07-13  [2009-02-03]. （原始内容存档于2007-09-30） （英语）.
87. ↑  Berg, Ted. . USA Today. 2014-09-30  [2014-12-27]. （原始内容存档于2014-12-28） （英语）.
88. ↑  Crasnick, Jerry. . ESPN. 2017-10-17  [2017-10-18]. （原始内容存档于2021-05-08） （英语）.
89. ↑  歐建智. . Ettoday運動雲. 2022-03-07  [2023-05-07]. （原始内容存档于2022-03-11）.
90. ↑  . MLB.com.   [2023-03-05]. （原始内容存档于2023-04-06） （英语）.
91. ↑  . The New Yorker. 2015-04-04  [2023-05-07]. （原始内容存档于2022-12-09） （英语）.
92. ↑  Clarke & Dawson 1915，第48頁.
93. ↑   (PDF). Major League Baseball.   [2009-02-02]. （原始内容存档 (PDF)于2009-02-05） （英语）.
94. ↑  Nightengale, Bob. . USA Today. 2008-08-20  [2009-02-17]. （原始内容存档于2012-03-10） （英语）.
95. 1 2  Powers 2003，第85頁.
96. ↑  Powers 2003，第219頁.
97. ↑  Puhalla, Krans & Goatley 2003，第198頁.
98. ↑  Shaikin, Bill. . Los Angeles Times. 2006-05-27  [2009-02-17]. （原始内容存档于2010-12-06） （英语）.
99. ↑   (PDF). Major League Baseball.   [2009-02-02]. （原始内容存档 (PDF)于2009-02-05） （英语）.
100. ↑  Shaikin, Bill. . Los Angeles Times. 2002-10-08  [2009-02-17]. （原始内容存档于2010-12-06） （英语）.
101. ↑  Puhalla, Krans & Goatley 2003，第207頁.
102. ↑  Sheinin, Dave. . The Washington Post. 2008-03-26  [2009-02-17]. （原始内容存档于2017-05-25） （英语）.
103. ↑  David Levinson & Karen Christensen (编). . London & New York: Oxford University Press. 1996: 371–73. ISBN 0-19-512778-1 （英语）.
104. ↑  . International Softball Federation.   [2006-12-31]. （原始内容存档于2006-12-12） （英语）.
105. ↑  . American Physical Education Association. 1940-10-02  [2023-05-21]. （原始内容存档于2023-04-17） –Google Books （英语）.
106. ↑  Michaelis, Vicki. . USA Today. 2015-07-08  [2015-11-06]. （原始内容存档于2014-06-06） （英语）.
107. ↑  Kolatch, Jonathan. . Los Angeles Times. 2013-09-03  [2015-11-06]. （原始内容存档于2015-11-17） （英语）.
108. ↑  . British Baseball Federation（英语：British Baseball Federation）. 2013-04-03  [2015-11-06]. （原始内容存档于2016-03-04） （英语）.
109. 1 2  Tygiel 2000，第16頁.
110. ↑  Schwarz 2004，第50頁.
111. ↑   (PDF). Major League Baseball.   [2009-02-22]. （原始内容存档 (PDF)于2009-02-24） （英语）.
112. 1 2 3  . 中國棒球協會. 2004-03-10  [2023-04-29]. （原始内容存档于2016-09-29）.
113. ↑  . 小学館.   [2013年6月1日]. （原始内容存档于2007年9月29日） （日语）.
114. ↑  . 東宝　映画トピックス (東宝). 2004-12-13. （原始内容存档于2004-12-17） （日语）.
115. ↑  . British Board of Film Classification. 2005-07-22  [2013-05-06]. （原始内容存档于2019-12-01） （英语）.
116. ↑  . British Board of Film Classification. 2011-09-05  [2011-09-09]. （原始内容存档于2019-09-12） （英语）.
117. ↑  .   [2009年9月21日]. （原始内容存档于2008年11月6日）.
118. ↑  Yahoo!Taiwan. . Yahoo.   [2012-08-31]. （原始内容存档于2013-01-30） （中文（臺灣））.
119. ↑  封以恩. . 自由時報. 2014-02-23  [2023-04-30]. （原始内容存档于2017-08-03） （中文（繁體））.
120. ↑  天后劉香慈粗腿現形 買滷味臭臉踩街 2013.3.9 自由
121. ↑  . まんたんウェブ (MANTAN). 2022-10-26  [2022-10-26]. （原始内容存档于2022-11-05） （日语）.
122. ↑  スポーツニッポン （页面存档备份，存于）sponichi（日語）、2014年4月28日閲覧。
123. ↑  .   [2018-03-22]. （原始内容存档于2018-03-23）.
124. ↑  . Comic Natalie (株式會社Natasha). 2018-03-29  [2018-03-29]. （原始内容存档于2018-03-29） （日语）.
125. ↑  . 凤凰网.   [2016-11-04]. （原始内容存档于2019-06-10）.
126. ↑  南宮珉加盟 SBS 新劇《Stove League》11月播出 （页面存档备份，存于），韓星網，2019-09-18